# Зоннтаг (Австрія)
Зонтаг (нім. Sonntag) — містечко й громада округу Блуденц в землі Форарльберг, Австрія. Зонтаг лежить на висоті 888 м над рівнем моря і займає площу 81,58 км². Громада налічує 679 мешканців. Густота населення 8/км².  
Округ Блуденц лежить на півдні Фаральбергу і межує зі Швейцарією. Місцеве населення, як і мешканці всього Форальбергу, розмовляє алеманським діалектом німецької мови, а тому ближче до швейцарців, ніж до населення більшої частини Австрії, яке розмовляє баварсько-австрійським діалектом. Округ, основною індустрією якого є туризм, має розвинуту мережу сполучення, численні гірськолижні траси й спортивні курорти з готелями та іншою інфраструктурою.    
|                                 |
| Зонтаг на мапі округу та землі. |

Бургомістом міста — Франц-Фердінанд Тюрчер від Австрійської народної партії. Адреса управління громади: Boden 57, 6731 Sonntag (Vorarlberg). 
Громада має початкову школу на два класи й дитячий садок. 

## Демографія
Історична динаміка населення міста за даними сайту Statistik Austria